# クソ女に幸あれ
『クソ女に幸あれ』（クソおんなにさちあれ）は、岸川瑞樹による日本の漫画。ウェブコミック配信サイト『少年ジャンプ+』（集英社）にて、2023年10月15日から日曜更新で連載中。
2024年1月6日、単行本第1巻の発売を記念してPVを公開。
2024年8月、「次にくるマンガ大賞 2024」Webマンガ部門にて4位を獲得。

## あらすじ
秋吉直は中学時代、当時付き合っていた西川檸檬に「４股してるの」と言われフラれたことがあった。それから時が経ち、西北学院大学に通う大学生になった直は、同じ映画サークルに所属する１つ上の先輩である小河原菜摘に新たな恋をしていた。そんなある日、映画サークルの飲み会に向かっていた直は、中学卒業以来３年ぶりに檸檬と再会してしまう。檸檬にフラれたことがトラウマになっていた直は、檸檬のことを引きずっていては菜摘に好いてもらえないと思いなおし、すぐに忘れようと決意する。
翌日、直が目を覚ますと、なぜか檸檬と身体が入れ替わっていた。先にそのことを気付いていた檸檬と合流し、原因も元に戻る方法もわからない今、とりあえずはお互いのフリをして普通の日常を送ることを約束する。大学で講義を受けたあと、直が檸檬の家に帰っている途中、背後からいきなり菜摘が現れる。なんと、檸檬は菜摘とシェアハウスをしていたのである。そのころ、檸檬は直の家に帰りながら、「なんであの時、私、４股なんて嘘ついちゃったんだろ」と独り言していた。
檸檬との間に発生した入れ替わり現象の中、直、檸檬、菜摘ら３人の恋愛模様はめまぐるしく動いていく。

## 登場人物

### 主要人物
秋吉 直（あきよし すなお）
西北学院大学に通う大学一年生。黒の短髪。映画サークル所属。中学時代に檸檬にフラれたことを引きずっており、心の中で「４股浮気クソ女」と呼ぶほど。ある日、突然１日ごとに人格が檸檬と入れ替わるようになり、周囲の人間にバレないように生活を送るようになる。同じ映画サークルに所属する１つ上の先輩の菜摘に思いを寄せている。細かいところによく気が付き、気が利く。一人暮らし。妹がいる。面倒見がよく、小学時代にクラスで飼っていたメダカに一匹一匹名前を付けて墓を作っていた。
西川 檸檬（にしかわ れもん）
声 - 釘宮理恵
帝都大学に通う大学一年生。銀のセミロングで中学時代はボブ。中学時代、咄嗟に「４股している」と嘘をついて直を振った。ある日、突然１日ごとに人格が直と入れ替わるようになり、周囲の人間にバレないように生活を送るようになる。大学では人望が厚く、よくモテる。帝大ミスコンで２位になるほどの美人。不安な時に袖口を握る癖がある。もともとお人好しで流されやすい性格だったが、直に嘘をついて別れたことを後悔して、言いたいことを言える人間となった。料理上手の菜摘よりも料理が上手いらしい。大学生になった今でも直のことが好き。菜摘とは高校時代のバイト仲間で、現在シェアハウスをしている。読書家で、直と入れ替わった時に積んでいる本を消化している。
小河原 菜摘（こがはら なつみ）
西北学院大学に通う大学二年生。腰まで届く黒のロングヘア。映画サークル所属。直の片想いの相手。料理上手。ニックネームは「ナツミン」。直と檸檬が入れ替わっているため檸檬の言動も影響しているが、直のことが気になりだしていく。檸檬とは高校時代のバイト仲間で、現在シェアハウスをしている。中学時代に家庭科部に所属していた。「先輩」と呼ばれることが新鮮でうれしい。

### 友人
鈴鹿 等史（すずか ひとし）
直の友人。西北学院大学に通う大学一年生。金髪で眼鏡をかけている。ミスコンに対してこじらせた想いを抱いている。直と檸檬が１日おきに入れ替わっていることを知っている。初めて見た映画は「マッドマックス 怒りのデス・ロード」。
浅儀 来花（あさぎ らいか）
檸檬の友人。帝都大学に通う大学一年生。檸檬を崇拝している。
ミホ
菜摘の友人。西北学院大学に通う大学二年生。
カナデ
檸檬の友人。帝都大学に通う大学一年生。学祭実行委員。欠員が出たことで檸檬をミスコンへ誘う。

## 用語解説
西北学院大学
直や菜摘、鈴鹿が通っている大学。
帝都大学
檸檬や来花が通っている大学。偏差値７０オーバーの国公立大学。外観のモデルは九州大学。
グリーンフラッシュ２
直と菜摘が２人で見に行こうとしていた映画。「１」の続編で、アメリカの小説が原作のアクション映画。
帝大ミスコン
帝都大学の学祭で毎年開催されるミスコン。アイドルやモデルを志望している人も出場するほどの影響力を持つ。

## 書誌情報
- 岸川瑞樹『クソ女に幸あれ』 集英社〈ジャンプ・コミックス〉、既刊7巻（2025年7月4日現在）
  1. 2024年1月4日発売[1][6]、ISBN 978-4-08-883746-8
  2. 2024年5月2日発売[7][8]、ISBN 978-4-08-884075-8
  3. 2024年8月2日発売[9]、ISBN 978-4-08-884147-2
  4. 2024年10月4日発売[10]、ISBN 978-4-08-884242-4
  5. 2025年1月4日発売[11]、ISBN 978-4-08-884304-9
  6. 2025年4月4日発売[12]、ISBN 978-4-08-884498-5
  7. 2025年7月4日発売[13]、ISBN 978-4-08-884631-6